# Црква Светог Николе у Кијеву
Црква Светог Николе се налазила у Кијеву, насељу у општини Клина, на Косову и Метохији. Подигнута је у периоду од 1550. до 1600. године и припадала је Епархији рашко-призренске Српске православне цркве. Представља непокретно културно добро као споменик културе од изузетног значаја.

## Изглед
Црква у Кијеву је била смештена у пространој порти покрај сеоског гробља. Уз једнобродни храм сукцесивно су дозидани припрата и звоник. Невелика, подужно пресведена црква свакако је подигнута у другој половини 16. века. Споља полукружна апсида у ентеријеру је решена у виду нише. Црква није осликана. Припрата је пространа, у основи правоугаона грађевина нешто нижа од цркве, полуобличасто засведена, осветљена кроз узани прозор са југа и са улазом на западу. Живопис из 1602/1603. године обухватао је изабране српске светитеље, свете ратнике и враче у зони стојећих фигура, развијену композицију Страшног суда, десет сцена из циклуса Христових страдања и још толико из циклуса Христових делатности и чуда као и декорацију у темену свода.
За овај опсежни програм велика група сељана као колективни ктитор није успела да пронађе талентованог сликара, па је распричани живопис кијевске припрате небрижљивог цртежа и невеште композиције. Ипак, извесни ретки иконографски детаљи оспоравају суд о самоукости зографа. У 19. веку је пред припратом дозидан стамени спратни звоник. У цркви је постојала значајна збирка хронолошки и стилски различитих икона.

## Разарање цркве 1999. године
Албански екстремисти су цркву минирали у јулу 1999. године након доласка италијанских снага КФОР-а. Црква је срушена до темеља а на гробљу су срушени крстови и споменици.